# 송재봉
송재봉(宋在奉, 1969년 9월 25일~)은 대한민국의 정치인이다. 제22대 국회의원이다.
문재인 정부 당시 청와대 행정관을 지냈다. 제22대 국회의원 선거를 앞두고 청주시 청원구에 출마를 선언했다. 더불어민주당 경선에서도 승리를 거두면서 공천을 받았으며 본 선거 결과 53.28%의 득표율을 기록하면서 당선되었다.

## 학력
- 원주대성고등학교 졸업
- 청주대학교 정치외교학 학사
- 충북대학교 대학원 행정학 석사
- 충북대학교 대학원 행정학 박사과정 수료

## 경력
- 충북참여자치시민연대 사무처장
- 충북시민재단 상임이사
- 충북NGO센터 센터장
- 대전환정치개혁연대 창립준비위원장
- 청주상생포럼 공동대표
- 2018년 7월~2021년 11월: 문재인 정부 대통령비서실 사회조정비서관실·제도개선비서관실 행정관
- 2022년: 제20대 대통령 선거 더불어민주당 이재명 대통령 후보 선거대책위원회 사회혁신추진단 부단장
- 2022년: 제8회 전국동시지방선거 더불어민주당 청주시장 후보
- 2022년~: 더불어민주당 충청북도당 부위원장
- 2022년: 더불어민주당 기본사회위원회 충청북도 공동위원장
- 2023년: 더불어민주당 전략기획위원회 부위원장
- 2023년: 더불어민주당 사회적경제위원회 자문위원
- 2023년: 더불어민주당 충청북도당 지역균형발전특별위원회 위원장
- 2024년 4월 10일: 대한민국 제22대 국회의원 선거 당선(충북 청주시 청원구, 더불어민주당, 초선)
- 2024년 5월~: 더불어민주당 충청북도당 청주시 청원구 지역위원회 위원장
- 2024년 5월~2025년 6월: 더불어민주당 원내부대표
- 2024년 11월~: 더불어민주당 당대표특보단 민생특보단 특보
- 2025년 1월~: 더불어민주당 북한이탈주민특별위원회 위원장

### 의정 활동
- 2024년 5월 30일~: 제22대 국회의원(충북 청주시 청원구, 더불어민주당, 초선)
  - 2024년 6월~: 제22대 국회 전반기 산업통상자원중소벤처기업위원회 위원

## 역대 선거 결과
|  | 41.60% |

|  | 53.28% |

## 소속 정당
| 소속 정당 | 소속 정당    | 소속 기간 | 비고      |
| --------- | ------------ | --------- | --------- |
|           | 더불어민주당 | 2021~현재 | 정계 입문 |

## 같이 보기
- 청주시 청원구 (선거구)
- 청주시 청원구의 국회의원